# 삼군부 청헌당
삼군부 청헌당(三軍府 淸憲堂)은 조선 말기의 군사기관이었던 삼군부의 부속 건물이었다. 1973년 6월 18일 서울특별시의 유형문화재 제16호로 지정되었다.

## 개요

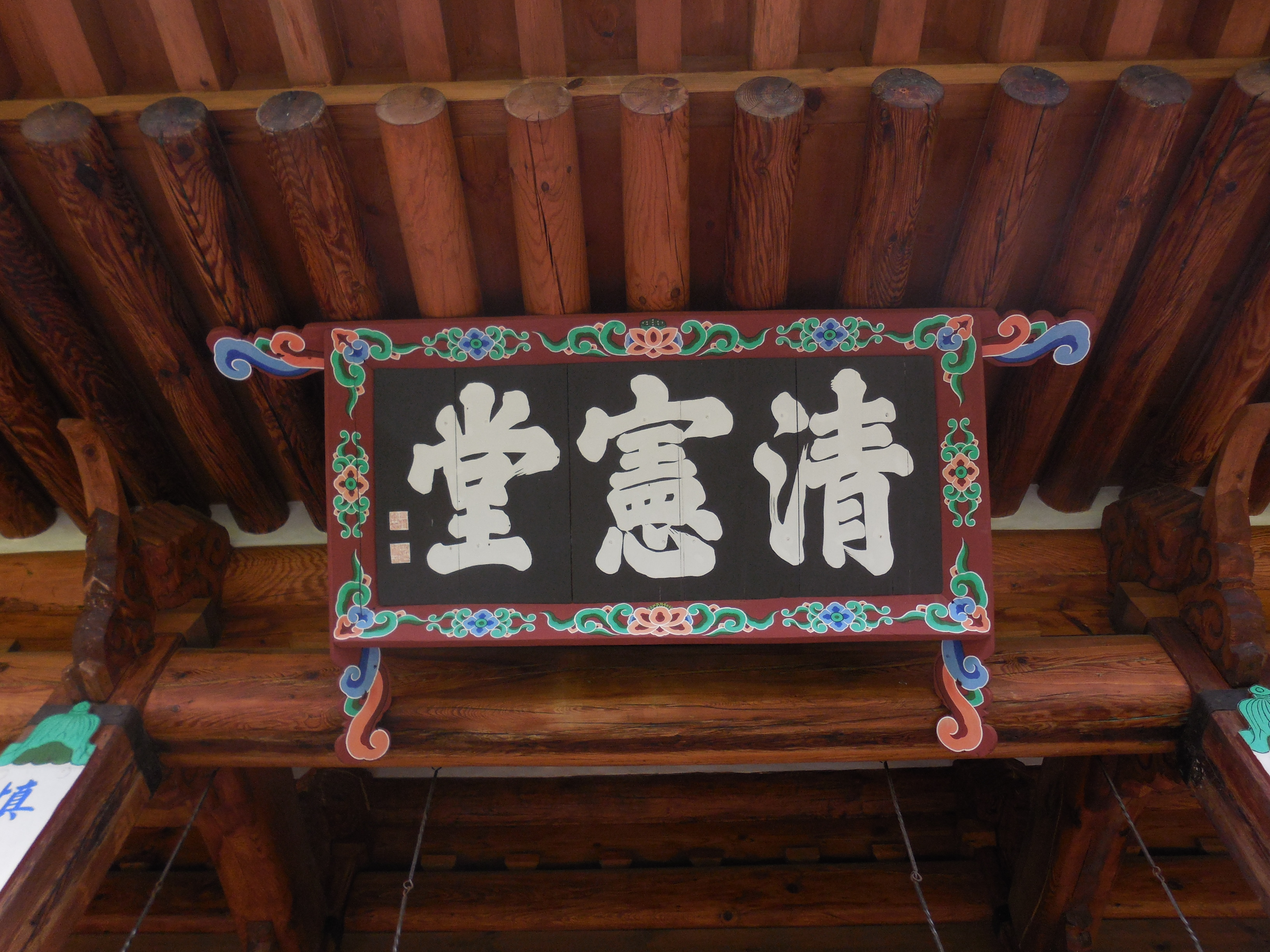
현판

삼군부는 조선초 군령과 군무를 총괄하던 군사 기구로 의흥삼군부의 약칭이다. 그 후 여러 차례 제도의 변화를 겪다가 고종 2년(1865)에 흥선대원군이 다시 조직했으나, 고종 17년(1880) 폐지하고 통리기무아문에 소속되었다.
청헌당은 흥선대원군 집권 당시 삼군부 청사로서 고종 5년(1868)에 지은 것이다. 고종 17년(1880)에 통리기무아문 청사로, 고종 31년(1894) 이후로는 시위대 청사로, 순종 4년(1910)부터 1926년까지는 조선 보병대 사령부로 쓰였다. 지금 있는 건물은 1967년 현 정부서울청사를 지을 때 육군사관학교로 옮겨온 후 1977년 수리한 것이다. 
규모는 앞면 5칸·옆면 3칸이며, 지붕은 옆면에서 볼 때 여덟 팔(八)자 모양인 팔작지붕집이다. 지붕 처마를 받치면서 장식을 겸하기 위하여 기둥 윗부분에 만든 공포는 새날개 모양으로 하였다. 이를 익공양식이라 하는데, 조선 후기 서울 관아건물의 일반적인 특징이다. ‘청헌당(淸憲堂)’이라고 쓴 현판은 조선 후기 무신 신관호(1810∼1884, 신헌으로 개명)가 쓴 것이라고 한다.

## 삼군부
조선 중기에 변방의 군사문제를 합의ㆍ처리하기 위해 설치한 비변사가 임진왜란 이후 국가정책 수립의 최고 합의기관으로 그 세력이 비대해지자, 이를 막고 의정부의 기능을 확대ㆍ강화하기 위해 고종 2년 비변사를 의정부에 통합시켰다. 이때 조선 초에 정부와 군부를 분립한다는 원칙 아래 설치되었던 의흥삼군부가 흥선대원군에 의해 훈국의 신영과 남영, 그리고 마병소가 합해져서 다시 설치되었다.

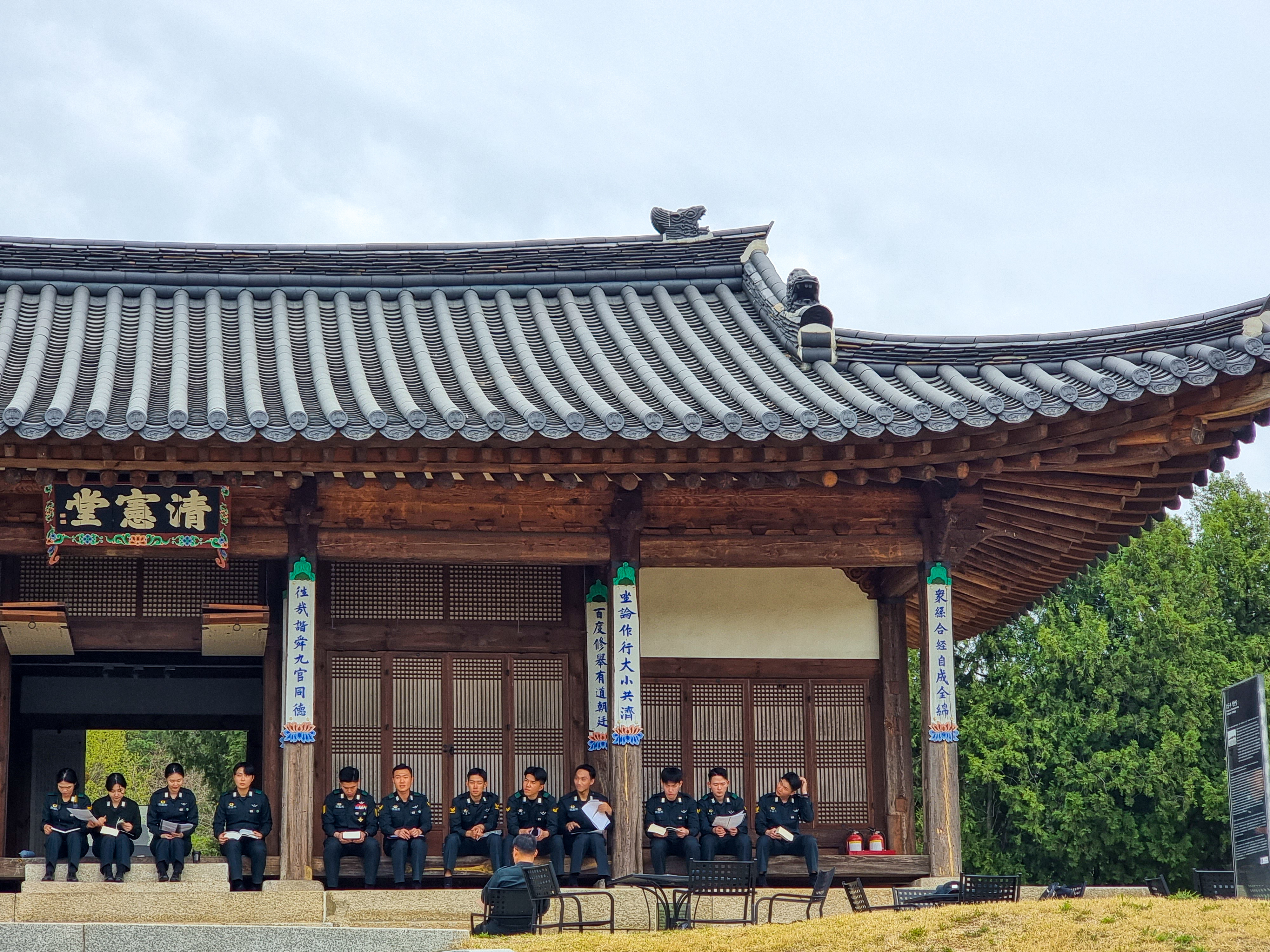
3군부 청헌당 인근에서 수업을 받는 생도들

삼군부의 임무는 군무를 통솔하고 숙위문제를 총괄하는 동시에 변방에 관한 일체의 사항까지도 관장하는 것이었다. 삼군부가 완전한 조직을 갖추기 시작한 것은 고종 4년이었다. 삼군부는 훈련도감·어영청·총융청·금위영·용호영 등 5개 군문을 비롯하여 전국의 군사권을 장악하고 병인양요ㆍ신미양요 때에 위세를 떨쳤다가, 개항 이후인 고종 17년에 통리기무아문이 설치되면서 폐지되었다.

## 현지 안내문
이 건물은 1868년(고종 5)에 지은 것으로, 조선 말기에 설치된 삼군부의 청사다. 청사를 지은 2년 뒤인 1870년 4월에 화재가 발생하여 건물 79칸이 모두 없어졌으며, 같은 해 윤 10월에 다시 지었다는 기록이 있다. 하지만 이때 청헌당까지 다시 지었는지는 확실치 않다. 1967년까지 본래 위치에 있었으나 정부중앙청사를 지으면서 같은 해 이곳으로 옮겨 지었다. 1977년에 수리하면서 다소 모습이 달라졌다. 청헌당의 규모는 정면 5칸, 측면 3칸이며, 기둥 위를 초익공을 짜고 팔작지붕을 얹어 꾸몄는데, 이는 조선 말기 건축의 특성을 잘 보여 준다. 삼군부 시절에는 정청인 총무당(서울특별시 유형문화재 제37호)을 중심으로 좌우에 크기가 다소 작은 청헌당과 덕의당(德義堂)이 나란히 있었고, 총무당과는 복도각으로 이어져 있었다. 조선 초에 문무(文武)를 양립하는 정치를 펴고자 의흥삼군부(義興三軍府)를 창설하고, 건물도 의정부 맞은편에 두었었다. 고종은 이런 국초의 전통을 되살려 1865년(고종 2)에 삼군부를 다시 설치하고 대궐의 수비와 도성 순찰 같은 업무를 총괄하게 하였다.

## 같이 보기
- 삼군부

## 참고 자료
- 삼군부 청헌당 - 국가유산청 국가유산포털

 본 문서에는 서울특별시에서 지식공유 프로젝트를 통해 퍼블릭 도메인으로 공개한 저작물을 기초로 작성된 내용이 포함되어 있습니다.